# Дом Розенштейна (Улан-Удэ)
Дом Розенштейна — памятник архитектуры города Улан-Удэ, первый трехэтажный дом города, первое в городе здание в стиле модерн, объект культурного наследия регионального уровня. Расположен по адресу ул. Сухэ-Батора, дом 16.

## История
Самуил Иосифович Розенштейн построил первый трёхэтажный каменный дом (ныне ул. Сухэ-Батора, 16, факультет иностранных языков БГУ).
Первое время здание арендовал владивостокский Восточный институт, эвакуированный из-за начала Русско-японской войны.
Затем здание арендовало Общественное собрание Верхнеудинска, а с 1909 года театр на 252 места. В год давалось около сорока спектаклей.
В годы Первой мировой войны здание постановлением городской Думы было приспособлено под жильё для военнопленных (1000 чел.), затем в годы гражданской войны были расквартированы воинские части.

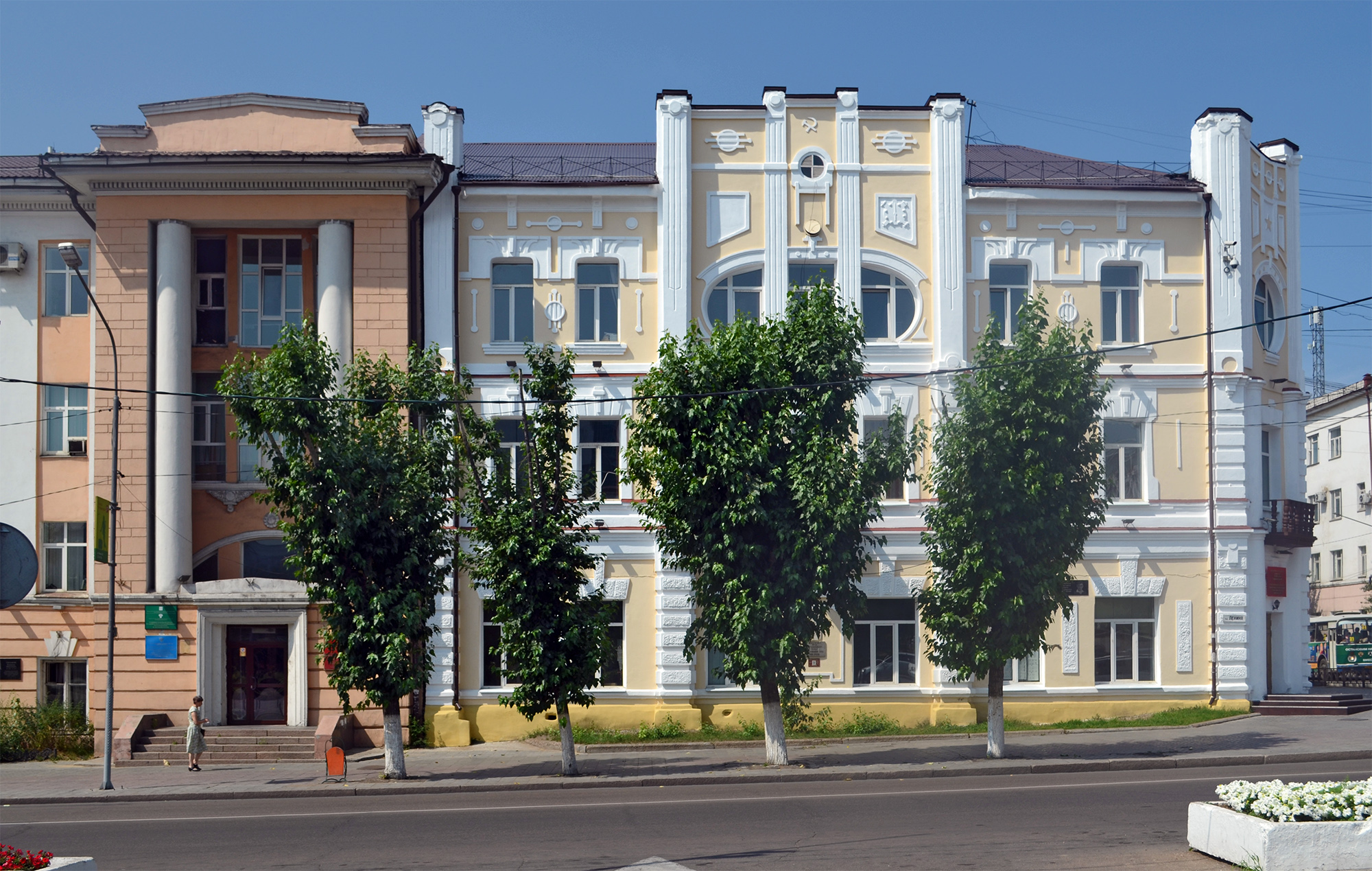

С 1920 г. в здании был размещён Прибайкальский народный университет, с 1924 г. педагогический техникум им. В. И. Ленина, а с 1932 г. Бурят-Монгольский агропедагогический институт.
Здание принято на государственную охрану в соответствии с постановлением Совета Министров Бурятской АССР № 379 от 29 сентября 1971 г.